# Santiago Urrutia (piloto)
Santiago Urrutia Lausarot (Miguelete, Colonia, Uruguay; 30 de agosto de 1996) es un piloto de automovilismo uruguayo.
Tras su buena participación en algunas categorías europeas y contar con el apoyo de la Academia de pilotos de Ferrari, fue contratado en 2014 por el equipo Koiranen GP de la GP3 Series. Al año siguiente, Urrutia desembarcó en Estados Unidos, donde se consagró campeón de Pro Mazda Championship con el Team Pelfrey, lo cual le permitió ascender a la Indy Lights y competir con el equipo Schmidt Peterson Motorsports.
Su actuación en 2015 le valió un reconocimiento por parte de la Federación Internacional del Automóvil, junto con Juan Pablo Montoya y José María López.

## Carrera

### Inicios
Cuando Santiago tenía 3 años, su abuelo compra una pequeña motocicleta para la familia. A partir de esa edad comienza a correr, en el Campeonato Nacional Uruguayo de Motociclismo Velocidad en Tierra y Motocross, compitiendo con niños de 6 y 7 años.
En 2002, después de ganar todas las competencias de Velocidad en Tierra y Motocross del campeonato Nacional en el año, empieza a competir en karting. Un año después compite en el Campeonato Latinoamericano de Motocross para niños de 4 a 6 años, y logró el título de Campeón. Mientras que en el Karting, en la primera fecha gana su primera carrera, siendo el piloto más joven del karting uruguayo en ganar una competencia y finalizó 7º en el campeonato nacional.
Pasaron los años, y a Santiago le fue muy bien en el Karting; en 2007 obtuvo el Campeonato Apertura y Clausura Metropolitano ProKart, en 2008 el Campeonato Argentino de Karting en la categoría Pre Junior así como también el Campeonato Apertura Metropolitano ProKart en la categoría Mini Junior y en 2010 obtiene el Campeonato Uruguayo de Karting en Categoría Máster, y campeón Federación en Categoría Máster.
Urrutia debutó en Europa en el Campeonato Mundial de Karting 2010 en Braga (Portugal). En la prefinal se ubicaba tercero cuando los líderes Max Verstappen y Alexander Albon se tocaron y el uruguayo no los puedo esquivar, por lo que terminó 20º. En la final remontó hasta el 12º puesto, pero otro piloto lo golpeó y culminó en el 18º puesto. A los 14 años de edad, el piloto se mudó a Italia en 2011 a disputar la clase KF3 de la WSK Euro Series con el equipo oficial Intrepid.

### Fórmula Abarth
En octubre de 2011 debutó en la Fórmula Abarth en Monza, y también compitió en Montmeló, con un octavo lugar en el circuito italiano como mejor resultado en 4 carreras. En 2012 disputó todo el campeonato europeo e italiano de la Fórmula Abarth para BVM, y se coronó Campeón Europeo Rookie con 11 podios, 3 victorias, 3 récords de vuelta y una pole position. Por sus actuaciones, Urrutia fue galardonado por el Círculo de Periodistas Deportivos del Uruguay con un Premio Charrúa en automovilismo. También recibió la invitación de la Ferrari Drivers Academy para formar parte de su plantilla de promesas.

### European F3 Open
En 2013, Santiago se une al RP Motorsport para disputar la temporada de la European F3 Open. Desde su llegada a la categoría, cuenta con el seguimiento permanente de un ingeniero de la Academia Ferrari para asesorarlo. El 11 de mayo logró su primera victoria en la categoría, en Portimão, en su tercera carrera en la competencia, gesta que volvería a repetir en el mítico circuito de Silverstone en la décima carrera de la temporada, donde se quedó también con la Pole position y la vuelta más rápida en lo que se transformó en el mejor desempeño del uruguayo hasta el momento. Finalizó cuarto en el campeonato.

### GP3 Series

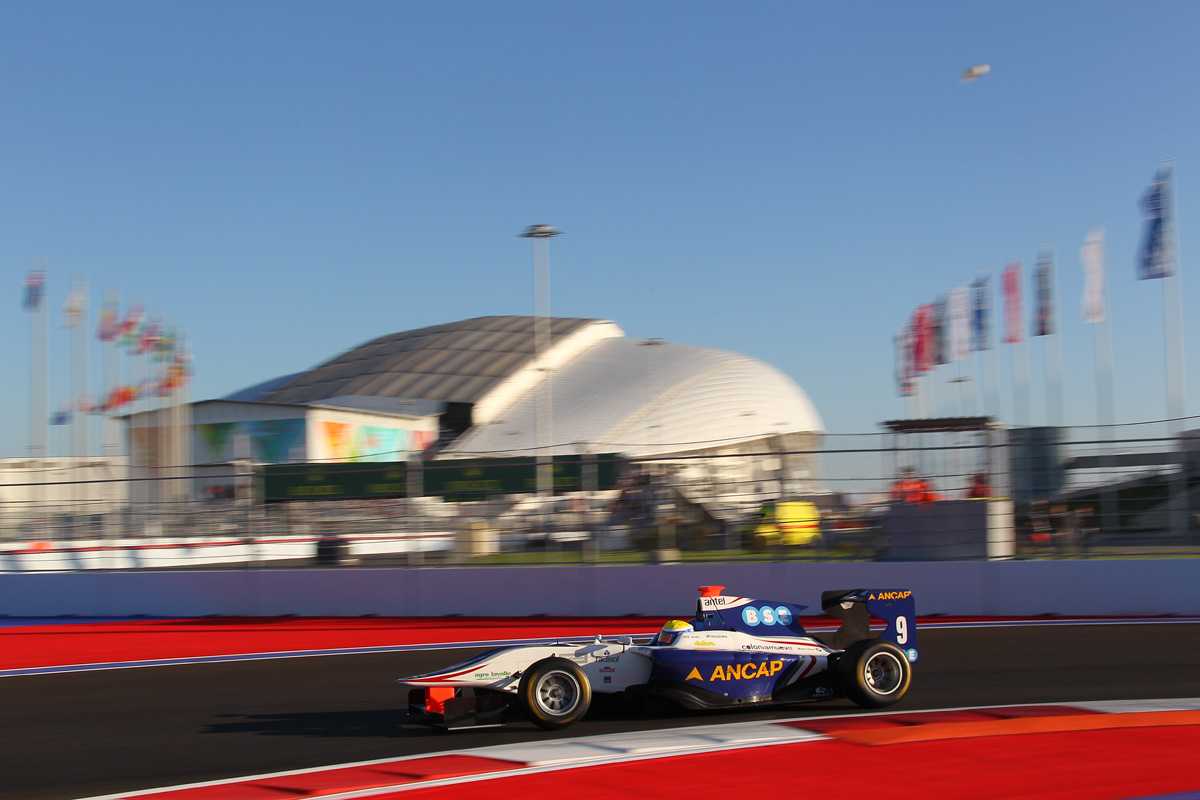
Urrutia durante una carrera de la GP3 Series en Sochi, en 2014.

En el 2014 Urrutia firmó contrato con el equipo Koiranen GP de GP3 Series , esperando seguir progresando en su ascendente carrera en una categoría nueva y que presentaba un mayor nivel de complejidad para adaptarse, que se vio reflejado en las primeras carreras donde no tuvo una destacada actuación, recién en las últimas carreras logró acercarse a la zona de puntos, pero no lo consiguió. Finalizando el año 23º con 0 puntos. Su mejor actuación fue en la última carrera en donde finalizó 11º .

### Pro Mazda Championship

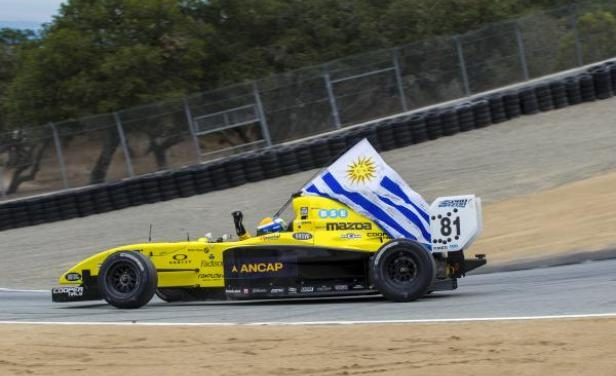
Santiago Urrutia con la bandera de Uruguay en Laguna Seca luego de obtener su primer campeonato en 2015.

Para la temporada 2015, Urrutia decide probar suerte en Estados Unidos, dada su bajo rendimiento en la GP3 y el costo que conlleva competir en esa categoría, Santiago pasó a disputar el campeonato de Pro Mazda Championship con el equipo Team Pelfrey, perteneciente al programa Road To Indy, siendo esta la tercera categoría en importancia por detrás de la Indy Car y la Indy Lights y delante de la US F2000.
El 12 de septiembre, se consagra campeón de la Pro Mazda Championship con su segundo puesto en la primera ronda de Laguna Seca, con una fecha de anticipación. Ha acumulado tres victorias en Indianapolis, Mid-Ohio, y Nueva Orleans.
Tras su desempeño en 2015, fue condecorado por la FIA Americas Awards, junto con Juan Pablo Montoya y José María López.

### Indy Lights

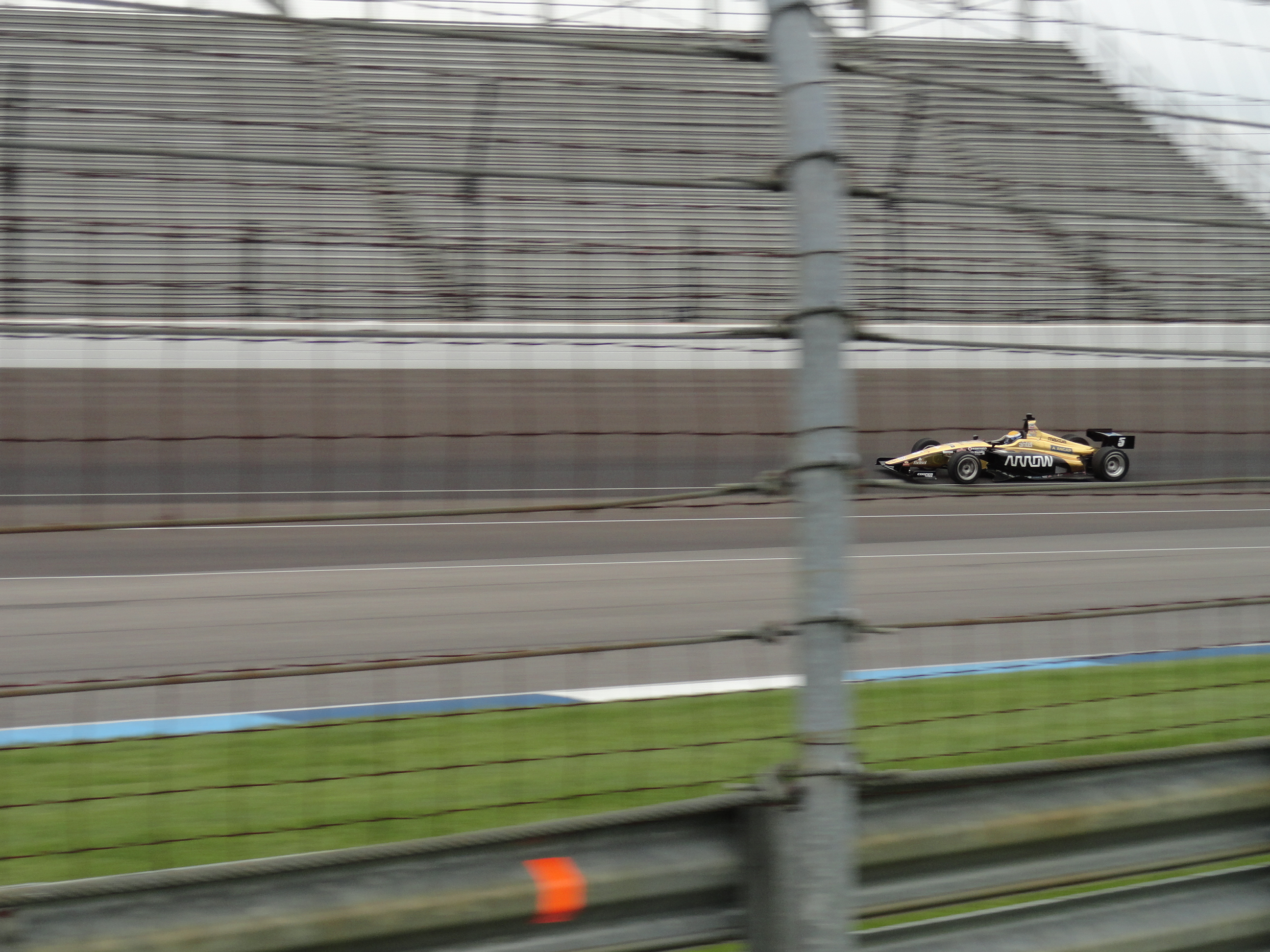
Clasificación para la Freedom 100 de Indy Lights 2017.

Santiago Urrutia oficializó su pasaje a la Indy Lights el 18 de febrero de 2016, en una conferencia de prensa. No obstante, la noticia de que correría para Schmidt Peterson Motorsports ya había sido confirmada por los medios días atrás.
En la segunda carrera de Alabama, Urrutia consiguió su primera victoria de la temporada, en el Barber Motorsports Park. Además, logró ganar en Road America 2 y en las dos fechas de Mid Ohio, más tres segundos puestos y cuatro cuartos puestos. No obstante, logró el subcampeonato de la categoría, por detrás de Ed Jones.
Urrutia no pudo conseguir pase para ascender a la IndyCar en 2017, y el equipo Schmidt Peterson dejó de participar en la Indy Lights. Por tanto, decidió continuar en la Indy Lights con el equipo Belardi Racing. Semanas después de iniciado el certamen, Belardi se convirtió en equipo de desarrollo de Schmidt Peterson, colaborando con el patrocinio de Urrutia. El piloto obtuvo dos victorias en Mid-Ohio y Gateway, y un total 9 podios, de modo que finalizó subcampeón, esta vez detrás de Kyle Kaiser. 
Después de finalizar la temporada, Urrutia fue confirmado por el equipo Harding que sería uno de sus pilotos para la temporada de IndyCar Series 2018, pero al no poder encontrar patrocinio, los planes no se materializaron. Luego, firmó un contrato con Harding, que le darían apoyo económico para competir en la Indy Lights, y de ganar el título, subiría a la IndyCar con el equipo, sin embargo el equipo nunca le dio el dinero.
Siguió en la IndyLights en 2018 con el equipo Belardi y terminó tercero en el campeonato con dos victorias y 9 podios.
Después de la salida de Audi del Campeonato TCR Europeo, Urrutia vuelve a la Indy Lights 2020, fichando para HMD Motorsports. Sin embargo, la temporada quedó suspendida en primer lugar, debido a la pandemia del coronavirus, y luego cancelada debido a la falta de participantes. 

### Fórmula Regional de las Américas
Ante la cancelación de la Indy Lights en 2020, Urrutia y el equipo HMD pasaron al Campeonato de Fórmula Regional de las Américas, conduciendo un Ligier-Honda. Aunque solo compitió en dos carreras, terminando tercero en una de ellas.

### Turismos
En 2017, Urrutia fue invitado por Chevrolet para participar de los 200 km de Buenos Aires del Super TC 2000. Haciendo dupla con Berni Llaver terminaron terceros en la carrera. Al año siguiente, en dicha carrera pero con la marca Toyota, finalizó tercero, con Julián Santero como compañero de butaca.

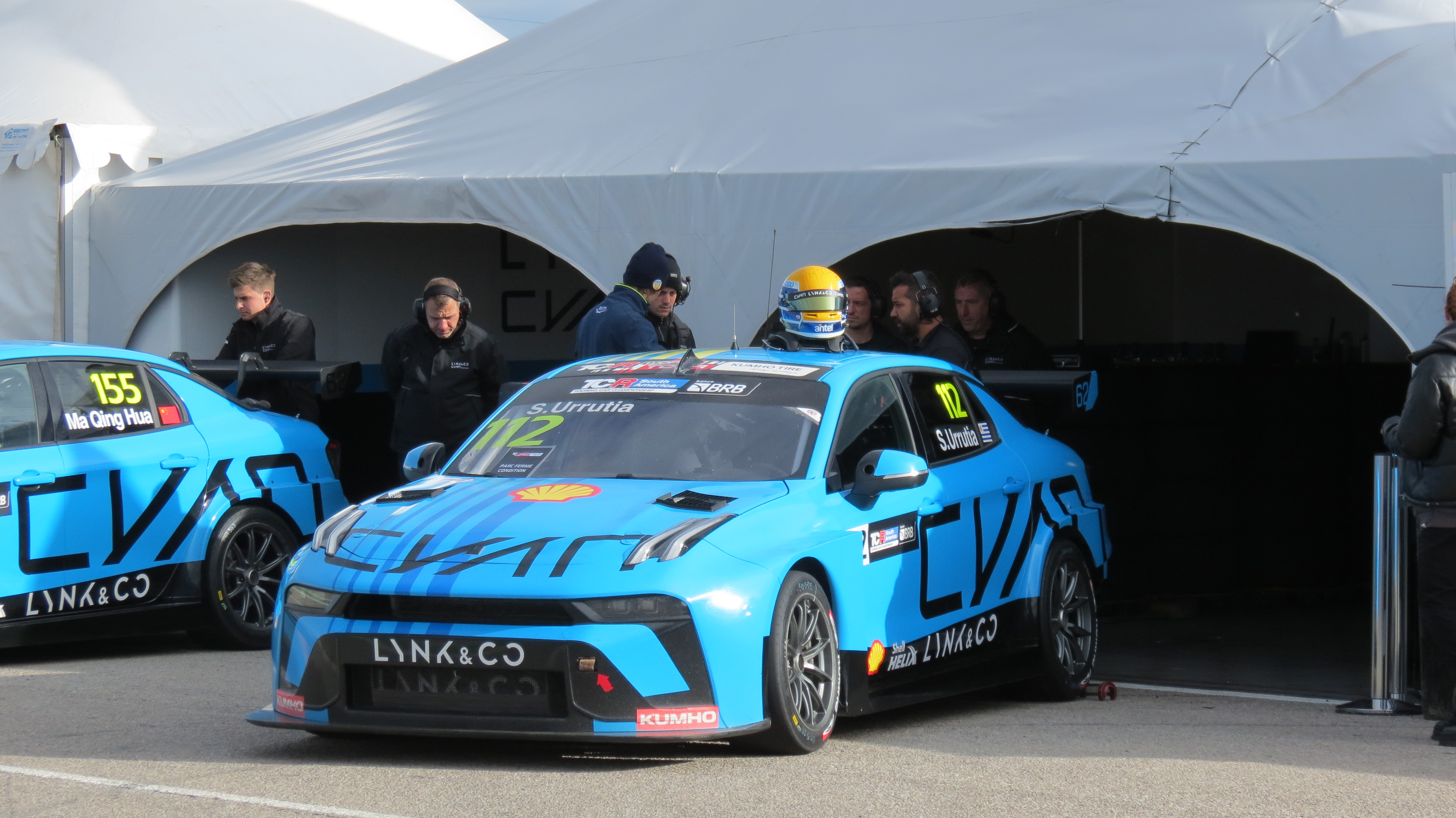
Lynk & Co 03 TCR de Urrutia, de 2023.

El uruguayo participó del Campeonato TCR Europeo 2019, con un Audi RS 3 de WRT Racing Team. Obtuvo dos podios, cinco llegadas entre los cinco primeros, y nueve entre los diez primeros, finalizando el campeonato en tercera posición. En ese mismo año, también participó de los 200 km de Buenos Aires, otra vez con la marca de Toyota; llegó en tercera posición, compartiendo butaca con Matías Rossi
En julio de 2020, fue anunciado como nuevo piloto del equipo Cyan Racing Lynk & Co para la Copa Mundial de Turismos (WTCR) sustituyendo a Andy Priaulx, quien anunció su retiro de la competición. Ese año obtuvo su primera victoria en la categoría, al ganar la última competencia en Aragón. Fue finalmente sexto en el campeonato. En 2021, con dos victorias, Urrutia acabó en el quinto puesto del campeonato.
En 2022, el uruguayo tenía dos victorias y era el mejor clasificado de Cyan Racing, cuando el equipo decidió abandonar el campeonato por recurrentes problemas con los neumáticos. El equipo volvió de la mano de Urrutia al renovado campeonato, ahora TCR World Tour.

## Resumen de carrera
| Temporada | Categoría                                      | Equipo                          | Carreras     | Victorias    | Poles        | VR           | Podios       | Puntos       | Pos.         |
| --------- | ---------------------------------------------- | ------------------------------- | ------------ | ------------ | ------------ | ------------ | ------------ | ------------ | ------------ |
| 2011      | Fórmula Abarth Italiana                        | Island Motorsport               | 2            | 0            | 0            | 0            | 0            | 4            | 18.º         |
| 2011      | Formula Abarth European Series                 | Island Motorsport               | 4            | 0            | 0            | 0            | 0            | 5            | 21.º         |
| 2012      | Formula Abarth Italiana                        | BVM                             | 18           | 3            | 1            | 3            | 9            | 158          | 4.º          |
| 2012      | Formula Abarth European Series                 | BVM                             | 24           | 3            | 1            | 3            | 11           | 207          | 4.º          |
| 2013      | European F3 Open                               | RP Motorsport                   | 12           | 2            | 1            | 2            | 5            | 147          | 4.º          |
| 2014      | GP3 Series                                     | Koiranen GP                     | 18           | 0            | 0            | 0            | 0            | 0            | 23.º         |
| 2015      | Pro Mazda Championship                         | Team Pelfrey                    | 16           | 3            | 3            | 1            | 5            | 355          | 1.º          |
| 2016      | Indy Lights                                    | Schmidt Peterson Motorsports    | 18           | 4            | 3            | 3            | 7            | 361          | 2.º          |
| 2017      | Indy Lights                                    | Belardi Auto Racing             | 16           | 2            | 1            | 3            | 9            | 310          | 2.º          |
| 2017      | Súper TC2000                                   | YPF Chevrolet                   | 1            | 0            | 0            | 0            | 1            | -            | -            |
| 2018      | Indy Lights                                    | Belardi Auto Racing             | 17           | 2            | 1            | 0            | 8            | 395          | 3.º          |
| 2018      | Súper TC2000                                   | Toyota Gazoo Racing Argentina   | 1            | 0            | 0            | 0            | 1            | -            | -            |
| 2019      | TCR Europe Touring Car Series                  | Team WRT                        | 14           | 0            | 0            | 1            | 2            | 234          | 3.º          |
| 2019      | TCR BeNeLux Touring Car Championship           | Team WRT                        | 10           | 0            | 0            | 1            | 4            | 237          | 4.º          |
| 2019      | Súper TC2000                                   | Toyota Gazoo Racing YPF Infinia | 1            | 0            | 0            | 0            | 1            | -            | -            |
| 2020      | Campeonato de Fórmula Regional de las Américas | HMD Motorsports                 | 2            | 0            | 0            | 0            | 1            | 15           | 16.º         |
| 2020      | Copa Mundial de Turismos                       | Cyan Performance Lynk & Co      | 16           | 1            | 2            | 1            | 5            | 169          | 6.º          |
| 2021      | Copa Mundial de Turismos                       | Cyan Performance Lynk & Co      | 16           | 2            | 0            | 0            | 5            | 167          | 5.º          |
| 2021      | TCR South America                              | PMO Motorsport                  | 4            | 2            | 1            | 1            | 3            | 85           | 8.º          |
| 2022      | Copa Mundial de Turismos                       | Cyan Performance Lynk & Co      | 8            | 2            | 1            | 1            | 4            | 137          | 8.º          |
| 2022      | TCR South America                              | PMO Motorsport                  | 3            | 0            | 1            | 0            | 1            | 76           | 20.º         |
| 2022      | TC2000                                         | Chevrolet YPF                   | 1            | 0            | 0            | 0            | 1            | -            | -            |
| 2022      | Turismo Nacional - Clase 3                     | Lusqtoff Racing                 | 1            | 0            | 0            | 0            | 0            | -            | -            |
| 2023      | TCR World Tour                                 | Cyan Racing Lynk & Co           | 20           | 3            | 1            | 2            | 5            | 283          | 8º           |
| 2024      | TCR World Tour                                 | Cyan Racing Lynk & Co           | Disputándose | Disputándose | Disputándose | Disputándose | Disputándose | Disputándose | Disputándose |
| Fuente:   |                                                |                                 |              |              |              |              |              |              |              |

## Resultados

### European F3 Open
(Clave) (negrita indica pole position) (cursiva indica vuelta rápida)

| Año  | Escudería     | 1        | 2         | 3     | 4     | 5       | 6       | 7       | 8       | 9       | 10      | 11      | 12        | 13      | 14        | 15      | 16      | Pos. | Puntos |
| ---- | ------------- | -------- | --------- | ----- | ----- | ------- | ------- | ------- | ------- | ------- | ------- | ------- | --------- | ------- | --------- | ------- | ------- | ---- | ------ |
| 2013 | RP Motorsport | LEC 1 24 | LEC 2 Ret | ALG 1 | ALG 2 | NÜR 1 6 | NÜR 2 5 | JER 1 3 | JER 2 5 | SIL 1 2 | SIL 2 1 | SPA 1 3 | SPA 2 Ret | MNZ 1 5 | MNZ 2 Ret | CAT 1 2 | CAT 2 3 | 4.º  | 191    |

### GP3 Series
(Clave) (negrita indica pole position) (cursiva indica vuelta rápida puntuable)

| Año  | Escudería   | 1   | 1   | 2   | 2   | 3   | 3   | 4   | 4   | 5   | 5   | 6   | 6   | 7   | 7   | 8   | 8   | 9   | 9   | Pos. | Puntos | Ref.   |
| ---- | ----------- | --- | --- | --- | --- | --- | --- | --- | --- | --- | --- | --- | --- | --- | --- | --- | --- | --- | --- | ---- | ------ | ------ |
| 2014 | Koiranen GP | BAR | BAR | SPI | SPI | SIL | SIL | HOC | HOC | BUD | BUD | SPA | SPA | MNZ | MNZ | SOC | SOC | YMC | YMC | 21.º | 0      | [ 23 ] |
| 2014 | Koiranen GP | 21  | 13  | 16  | 12  | Ret | 14  | 22  | 18  | 12  | Ret | 13  | 18  | Ret | 15  | 14  | 12  | 11  | 12  | 21.º | 0      | [ 23 ] |

### Pro Mazda Championship
(Clave) (negrita indica pole position) (cursiva indica vuelta rápida)

| Año  | Escudería    | 1     | 2     | 3     | 4     | 5     | 6     | 7     | 8     | 9     | 10     | 11    | 12    | 13    | 14    | 15    | 16    | 17    | Pos. | Puntos |
| ---- | ------------ | ----- | ----- | ----- | ----- | ----- | ----- | ----- | ----- | ----- | ------ | ----- | ----- | ----- | ----- | ----- | ----- | ----- | ---- | ------ |
| 2015 | Team Pelfrey | STP 2 | STP 4 | LOU 1 | LOU C | BAR 3 | BAR 2 | IMS 4 | IMS 3 | IMS 1 | LOR 15 | TOR 7 | TOR 4 | IOW 5 | MOH 1 | MOH 3 | LAG 2 | LAG 2 | 1.º  | 355    |

### Indy Lights
(Clave) (negrita indica pole position) (cursiva indica vuelta rápida)

| Año     | Escudería                    | 1      | 2      | 3      | 4      | 5     | 6     | 7      | 8       | 9      | 10    | 11    | 12     | 13    | 14    | 15    | 16     | 17    | 18    | Pos. | Puntos |
| ------- | ---------------------------- | ------ | ------ | ------ | ------ | ----- | ----- | ------ | ------- | ------ | ----- | ----- | ------ | ----- | ----- | ----- | ------ | ----- | ----- | ---- | ------ |
| 2016    | Schmidt Peterson Motorsports | STP 4  | STP 13 | PHX 4  | ALA 11 | ALA 1 | IMS 2 | IMS 2  | INDY 14 | RDA 9  | RDA 1 | IOW 5 | TOR 4  | TOR 4 | MDO 1 | MDO 1 | WGL 12 | LAG 5 | LAG 2 | 2.º  | 361    |
| 2017    | Belardi Auto Racing          | STP 13 | STP 2  | ALA 15 | ALA 13 | IMS 7 | IMS 2 | INDY 5 | RDA 2   | RDA 11 | IOW 2 | TOR 3 | TOR 11 | MDO 1 | MDO 2 | MAD 1 | WGL 2  |       |       | 2.º  | 310    |
| 2018    | Belardi Auto Racing          | STP 2  | STP 1  | ALA 3  | ALA 5  | IMS 2 | IMS 4 | INDY 4 | RDA 4   | RDA 7  | IOW 3 | TOR 2 | TOR 1  | MDO 6 | MDO 4 | MAD 4 | POR 4  | POR 3 |       | 3.º  | 395    |
| Fuente: |                              |        |        |        |        |       |       |        |         |        |       |       |        |       |       |       |        |       |       |      |        |

### TCR Europe Touring Car Series
(Clave) (negrita indica pole position) (cursiva indica vuelta rápida)

| Año  | Equipo   | Auto                    | 1   | 2   | 3   | 4   | 5   | 6   | 7   | 8   | 9   | 10  | 11  | 12  | 13  | 14  | Pos. | Pts. |
| ---- | -------- | ----------------------- | --- | --- | --- | --- | --- | --- | --- | --- | --- | --- | --- | --- | --- | --- | ---- | ---- |
| 2019 |          |                         | HUN | HUN | HOC | HOC | SPA | SPA | RBR | RBR | OSC | OSC | BAR | BAR | MON | MON | 3.º  | 234  |
| 2019 | Team WRT | Audi RS3 LMS TCR (2017) | Ret | 6   | 6   | 5   | 2   | 24  | Ret | 7   | 15  | 5   | 3   | 17  | 4   | 6   | 3.º  | 234  |

### TCR BeNeLux Touring Car Championship
(Clave) (negrita indica pole position) (cursiva indica vuelta rápida)

| Año  | Equipo   | Auto                    | 1   | 2   | 3   | 4   | 5   | 6   | 7   | 8   | 9   | 10  | Pos. | Pts.      |
| ---- | -------- | ----------------------- | --- | --- | --- | --- | --- | --- | --- | --- | --- | --- | ---- | --------- |
| 2019 |          |                         | HUN | HUN | HOC | HOC | SPA | SPA | BAR | BAR | MON | MON | 4.º  | 237 (252) |
| 2019 | Team WRT | Audi RS3 LMS TCR (2017) | Ret | 4   | 4   | 3   | 2   | 8   | 2   | 8   | 4   | 3   | 4.º  | 237 (252) |

### Súper TC 2000
(Clave) (negrita indica pole position) (cursiva indica vuelta rápida)

| Año  | Equipo                          | Auto               | 1    | 2   | 3   | 4   | 5   | 6   | 7   | 8   | 9   | 10  | 11    | 12  | 13    | 14 | Res. | Puntos |
| ---- | ------------------------------- | ------------------ | ---- | --- | --- | --- | --- | --- | --- | --- | --- | --- | ----- | --- | ----- | -- | ---- | ------ |
| 2017 |                                 |                    | BA I | PDF | SMM | ROS | ROS | TRH | RAF | OBE | SFE | SFE | BA II | SJU | GR    | AG | -    | -      |
| 2017 | YPF Chevrolet                   | Chevrolet Cruze II |      |     |     |     |     |     |     |     |     |     | 3     |     |       |    | -    | -      |
| 2018 |                                 |                    | BA I | ROS | ROS | SMM | PDF | RAF | SJU | OBE | SFE | SFE | TRH   | SNI | BA II | AG | -    | -      |
| 2018 | Toyota Gazoo Racing Argentina   | Toyota Corolla XI  |      |     |     |     |     |     |     |     |     |     |       |     | 3     |    | -    | -      |
| 2019 |                                 |                    | AG   | GR  | VIL | ROS | PAR | SAL | SNI | SJU | SMM | SMM | BA    | RC  | CEN   |    | -    | -      |
| 2019 | Toyota Gazoo Racing YPF Infinia | Toyota Corolla XI  |      |     |     |     |     |     |     |     |     |     | 3     |     |       |    | -    | -      |

### Copa Mundial de Turismos
(Clave) (negrita indica pole position) (cursiva indica vuelta rápida)

| Año  | Equipo                     | Auto             | 1   | 2   | 3   | 4   | 5   | 6   | 7   | 8   | 9   | 10  | 11  | 12  | 13  | 14  | 15  | 16  | 17  | 18  | Pos. | Pts. |
| ---- | -------------------------- | ---------------- | --- | --- | --- | --- | --- | --- | --- | --- | --- | --- | --- | --- | --- | --- | --- | --- | --- | --- | ---- | ---- |
| 2020 |                            |                  | BEL | BEL | ALE | ALE | SVK | SVK | SVK | HUN | HUN | HUN | ESP | ESP | ESP | ARA | ARA | ARA |     |     | 6.º  | 169  |
| 2020 | Cyan Performance Lynk & Co | Lynk & Co 03 TCR | 6   | 3   | Ret | 10  | 15  | 15  | 8   | 7   | 4   | Ret | 2   | 3   | 2   | 9   | Ret | 1   |     |     | 6.º  | 169  |
| 2021 |                            |                  | ALE | ALE | POR | POR | ESP | ESP | HUN | HUN | CZE | CZE | FRA | FRA | ITA | ITA | RUS | RUS |     |     | 5.º  | 167  |
| 2021 | Cyan Performance Lynk & Co | Lynk & Co 03 TCR | 3   | 5   | 3   | 5   | 12  | Ret | 7   | 1   | 11  | Ret | 15  | 3   | 1   | 13  | 9   | Ret |     |     | 5.º  | 167  |
| 2022 |                            |                  | FRA | FRA | ALE | ALE | HUN | HUN | ESP | ESP | POR | POR | ITA | ITA | ALS | ALS | BAR | BAR | ARA | ARA | 8.º  | 137  |
| 2022 | Cyan Performance Lynk & Co | Lynk & Co 03 TCR | 7   | 2   | C   | C   | 8   | 1   | 8   | 3   | 1   | 10  | DNS | DNS | WD  | WD  |     |     |     |     | 8.º  | 137  |

### TCR South America
(Clave) (negrita indica pole position) (cursiva indica vuelta rápida)

| Año  | Equipo         | Auto             | 1   | 2   | 3   | 4   | 5   | 6   | 7   | 8   | 9   | 10  | 11 | 12  | 13  | 14  | Pos. | Pts. |
| ---- | -------------- | ---------------- | --- | --- | --- | --- | --- | --- | --- | --- | --- | --- | -- | --- | --- | --- | ---- | ---- |
| 2021 |                |                  | INT | INT | CUR | RIV | RIV | EPI | EPI | RCU | RCU | BA  | AG | AG  | CDU | CDU | 8.º  | 85   |
| 2021 | PMO Motorsport | Lynk & Co 03 TCR |     |     |     | 1   | 10† |     |     |     |     |     | 1  | 2   |     |     | 8.º  | 85   |
| 2022 |                |                  | VEL | VEL | INT | GOI | GOI | RIV | RIV | EPI | EPI | TRH | BA | BA  | VIL | VIL | 20.º | 76   |
| 2022 | PMO Motorsport | Lynk & Co 03 TCR |     |     |     |     |     |     |     |     |     | 9   | 3  | Ret |     |     | 20.º | 76   |

### TCR World Tour
(Clave) (negrita indica pole position) (cursiva indica vuelta rápida)

| Año  | Equipo                | Auto                | 1   | 2   | 3   | 4   | 5   | 6   | 7   | 8   | 9   | 10  | 11  | 12  | 13  | 14  | 15  | 16  | 17  | 18  | 19  | 20  | Pos. | Pts. |
| ---- | --------------------- | ------------------- | --- | --- | --- | --- | --- | --- | --- | --- | --- | --- | --- | --- | --- | --- | --- | --- | --- | --- | --- | --- | ---- | ---- |
| 2023 |                       |                     | POR | POR | SPA | SPA | VAL | VAL | HUN | HUN | EPI | EPI | LAP | LAP | SID | SID | SID | BAT | BAT | BAT | MAC | MAC | 8°   | 283  |
| 2023 | Cyan Racing Lynk & Co | Lynk & Co 03 FL TCR | Ret | 1   | 3   | 4   | 7   | 15  | 7   | 18  | 1   | 6   | Ret | 11  | Ret | 10  | 12  | 1   | 6   | Ret | 9   | 2   | 8°   | 283  |
| 2024 |                       |                     | VAL | VAL | MAR | MAR | MID | MID | INT | INT | EPI | EPI | ZHU | ZHU | MAC | MAC |     |     |     |     |     |     | °    |      |
| 2024 | Lynk & Co Cyan Racing | Lynk & Co 03 FL TCR | 7   | 2   | 2   | 8   | DSQ | DSQ | 2   | 5   |     |     |     |     |     |     |     |     |     |     |     |     | °    |      |

### Citas
1. ↑  El Observador. «Santi Urrutia ganó en Portugal». Archivado desde el original el 9 de junio de 2013. Consultado el 15 de mayo de 2013.
2. ↑  Indias Film =. «ANCAP Santiago Urrutia CABALLO LOCO”». Consultado el 15 de mayo de 2013.
3. ↑  «Santiago Urrutia a la IndyLights». Velocidad Total. 26 de enero de 2016. Consultado el 26 de enero de 2016.
4. 1 2  «Latinoamérica reconocida». Velocidad Total. 19 de enero de 2016. Consultado el 19 de enero de 2016.
5. 1 2  carandriverthef1.com. «Ferrari pone la mirada en un joven piloto uruguayo».
6. ↑  Motormario.com (5 de abril de 2013). «Santi es un ejemplo de que a los 16 años, las cosas a veces se ven muy claras».
7. ↑  Indias Film (15 de mayo de 2013). «ANCAP Santiago Urrutia FERRARI».
8. ↑  Unoticias. «Un fin de semana insuperable para Santiago Urrutia». Consultado el 13 de mayo de 2013.
9. ↑  Subrayado. «Uruguayo Santiago Urrutia ganó la carrera de Fórmula 3». Consultado el 13 de mayo de 2013.
10. ↑  Motormario.com. «Victoria de Santiago Urrutia en Silverstone». Consultado el 14 de julio de 2013.
11. ↑  Espectador.com (14 de julio de 2013). «El uruguayo Santiago Urrutia salió primero en Silverstone». Consultado el 14 de julio de 2013.
12. ↑  http://www.motoryracing.com/gp3/noticias/santiago-urrutia-une-koiranen-gp3/
13. ↑  «Santiago Urrutia: "Voy por el título"». Velocidad Total. 18 de febrero de 2016.
14. ↑  «Santiago Urrutia, a un paso de cerrar acuerdo en la Indy Lights». Etorno Inteligente. 27 de enero de 2016. «El sitio Motorsport.com fue más allá e informó que ya hay un acuerdo entre ambas partes para que Urrutia se sume al equipo».
15. ↑  «Santiago Urrutia a la Indy Lights». Velocidad Total. 26 de enero de 2016.
16. ↑  «Urrutia ganó en Indy Lights». Velocidad Total. 24 de abril de 2016.
17. ↑  «Urrutia seguirá en Indy Lights para 2017». Motorsport.com. Consultado el 13 de marzo de 2017.
18. ↑  Santiago Urrutia still feeling the sting from fallout with Harding Racing Archivado el 4 de febrero de 2020 en Wayback Machine., Open-Wheels, Tanner Watkins, 12 de febrero de 2019
19. ↑  Urrutia ya tiene planes para 2020, IndyCar Al Día, Eduardo Olmos, 9 de junio de 2020
20. 1 2  «Santiago Urrutia | Racing career profile | Driver Database». Driver Database (en inglés). Consultado el 26 de julio de 2024.
21. ↑  «¡Bomba en el WTCR! El equipo campeón deja la categoría». AUTOMUNDO. 4 de agosto de 2022. Consultado el 26 de julio de 2024.
22. ↑  «TCR South America | 2024». southamerica.tcr-series.com. Consultado el 26 de julio de 2024.
23. ↑  «Driver Standings - GP3 Series 2014». GP3 Series (GP2 Motorsport Limited). Archivado desde el original el 28 de octubre de 2018. Consultado el 1 de marzo de 2019.
24. ↑  «Santiago Urrutia | Racing career profile | Driver Database». www.driverdb.com. Consultado el 11 de junio de 2022.